# Jaheel Hyde
Jaheel Hyde (ur. 2 lutego 1997) – jamajski lekkoatleta, specjalista od biegów płotkarskich. 
W 2013 został mistrzem świata juniorów młodszych na dystansie 110 metrów przez płotki. Rok później startował na juniorskich mistrzostwach świata w Eugene, podczas których zdobył złoto na 400 metrów przez płotki, a wraz z kolegami z reprezentacji stanął na najniższym stopniu podium sztafety 4 × 400 metrów. Ustanawiając nowy nieoficjalny rekord świata kadetów, zdobył złoty medal igrzysk olimpijskich młodzieży na dystansie 110 metrów przez płotki (2014). Złoty medalista CARIFTA Games.
Dwukrotny medalista igrzysk Wspólnoty Narodów oraz złoty medalista igrzysk panamerykańskich w biegu na 400 metrów przez płotki.

## Osiągnięcia
| Rok  | Impreza                               | Miejsce        | Konkurencja                          | Lokata     | Wynik   |
| ---- | ------------------------------------- | -------------- | ------------------------------------ | ---------- | ------- |
| 2013 | Mistrzostwa świata juniorów młodszych | Donieck        | bieg na 110 m przez płotki (91,4 cm) | 1. miejsce | 13,13   |
| 2014 | Mistrzostwa świata juniorów           | Eugene         | bieg na 400 m przez płotki           | 1. miejsce | 49,29   |
| 2014 | Mistrzostwa świata juniorów           | Eugene         | sztafeta 4 × 400 m                   | 3. miejsce | 3:04,47 |
| 2014 | Igrzyska olimpijskie młodzieży        | Nankin         | bieg na 110 m przez płotki (91,4 cm) | 1. miejsce | 12,96   |
| 2016 | Mistrzostwa świata juniorów           | Bydgoszcz      | bieg na 400 m przez płotki           | 1. miejsce | 49,03   |
| 2016 | Igrzyska olimpijskie                  | Rio de Janeiro | bieg na 400 m przez płotki           | półfinał   | 49,17   |
| 2017 | Mistrzostwa świata                    | Londyn         | bieg na 400 m przez płotki           | półfinał   | 49,75   |
| 2018 | Igrzyska Wspólnoty Narodów            | Gold Coast     | bieg na 400 m przez płotki           | 3. miejsce | 49,16   |
| 2021 | Igrzyska olimpijskie                  | Tokio          | bieg na 400 m przez płotki           | półfinał   | 1:27,38 |
| 2022 | Mistrzostwa świata                    | Eugene         | bieg na 400 m przez płotki           | 6. miejsce | 48,03   |
| 2022 | Igrzyska Wspólnoty Narodów            | Birmingham     | bieg na 400 m przez płotki           | 2. miejsce | 49,78   |
| 2023 | Mistrzostwa świata                    | Budapeszt      | bieg na 400 m przez płotki           | półfinał   | 48,49   |
| 2023 | Igrzyska panamerykańskie              | Santiago       | bieg na 400 m przez płotki           | 1. miejsce | 49,19   |

## Rekordy życiowe
- Bieg na 110 metrów przez płotki (91,4 cm) – 12,96 (2014) rekord świata kadetów
- Bieg na 110 metrów przez płotki (99 cm) – 13,22 (2015)
- Bieg na 400 metrów przez płotki – 48,03 (2022)